# Tenite
Le tenite est une marque de matériaux thermoplastiques cellulosiques produits par Eastman Chemical.  Créé en 1929 et breveté en 1932, le tenite est utilisé dans une grande variété d'applications grand public, industrielles, architecturales et médicales. Les cellulosiques Tenite sont fabriquées à partir de matières premières renouvelables (bois tendres) ; elles présentent un grand nombre des mêmes propriétés tactiles et de finition que le bois, tout en pouvant être facilement moulées et extrudées. Historiquement, les applications de tenite vont des radios et des téléphones aux jouets, en passant par les brosses à dents et les montures de lunettes.  Le tenite n'est pas un plastique durable.  Les objets fabriqués en tenite se déforment lentement au fil des décennies, et finissent par devenir inutilisables.  Certaines formulations de tenite sont susceptibles de moisir en surface.

## Histoire
En 1920, George Eastman établit le site qui va devenir le siège d'Eastman Chemical afin de fournir un approvisionnement national fiable en composés pour les procédés photographiques de Kodak. Grâce aux connaissances de l'entreprise en matière de chimie de l'acétyle pour la production de films, Tennessee Eastman met au point en 1929 un acétate de cellulose composé, qui est vendu sous la marque commerciale Tenite cellulosics.  Au cours des décennies suivantes, de nouvelles versions de Tenite sont développées à partir d'esters mixtes pour répondre à un plus large éventail de besoins du marché.

## Production
Les cellulosiques Tenite sont préparés à partir d'acétate de cellulose et de ses esters, et sont distribués sous les noms d'acétate Tenite, de butyrate Tenite et de propionate Tenite. Ses propriétés mécaniques, thermiques, électriques et optiques peuvent être grandement modifiées par l'ajout de différents niveaux de plastifiants. Des colorants sont ajoutés pour les produits colorés. Le matériau est transformé en granulés pour être distribué. Les fabricants en aval moulent ou extrudent les granulés dans des applications allant des montures de lunettes, des manches d'outils et des crosses de fusils aux cartes à jouer et aux dés de casino.
Avant la Seconde Guerre mondiale, la plupart des constructeurs automobiles américains utilisent le Tenite pour fabriquer des volants, des tableaux de bord, des boutons et des poignées.  Pendant la guerre, le Tenite est utilisé pour fabriquer une large gamme d'équipements militaires, y compris des armes, des dispositifs médicaux, des instruments de musique, des voyants lumineux et d'autres utilisations.

## Problèmes de dégradation et de conservation

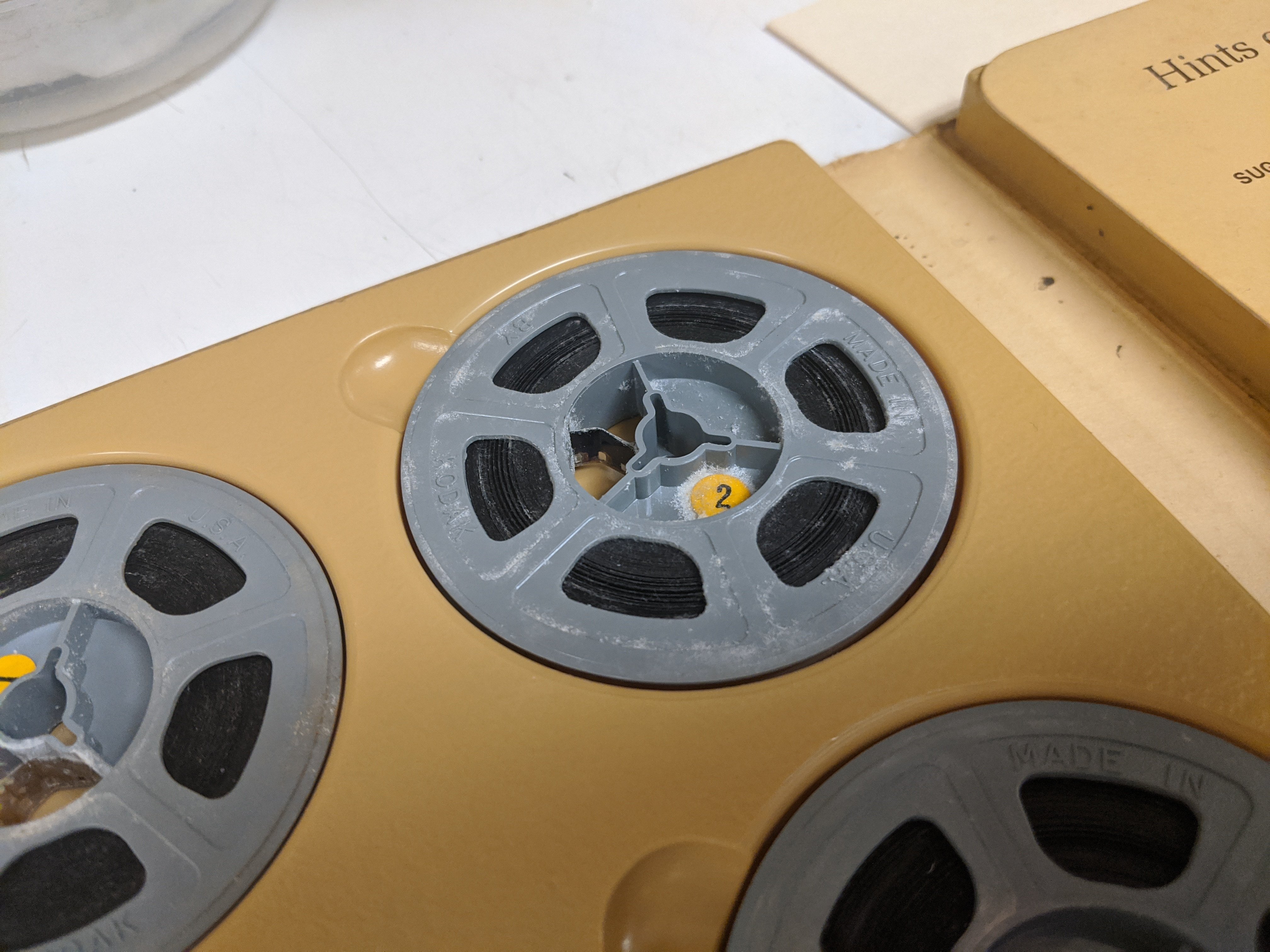
Bobine de film amateur Kodak 8 mm des années 1960 présentant des signes de décomposition du Tenite. Notez la substance poudreuse blanche.

Parmi les diverses utilisations du plastique Tenite figurent les bobines de film pour les films familiaux de Kodak. Les conservateurs de films découvrent des bobines de films d'amateur en Tenite qui se décomposent rapidement, des flocons poudreux blancs recouvrant la surface du plastique. À ne pas confondre avec de la moisissure (en), la poudre issue de la décomposition du Tenite est considérée comme dangereuse et il est recommandé de porter des équipements appropriés, tels que des gants en nitrile, pour la manipuler. Certains conservateurs de films affirment que le travail avec ce plastique en décomposition leur a causé « des problèmes aux yeux, au nez, à la gorge et aux poumons, malgré les précautions de manipulation appropriées ».
Afin de prévenir la décomposition et de prolonger la durée de vie des matériaux Tenite, le Service des parcs nationaux des États-Unis recommande que ces objets soient stockés à une « température stable inférieure à 68 °F ; humidité relative stable entre 30 % et 40 %. Bien ventiler, séparer ; utiliser des adsorbants de gaz si le stockage se fait dans un conteneur fermé ».